# La Mamma
La Mamma es una novela escrita por Mario Puzo en 1965.
Hasta el día de su muerte, Mario Puzo consideró a La Mamma como la mejor de sus novelas, incluso por encima de El Padrino, la que le valió reconocimiento internacional. En una de sus últimas entrevistas se mostró triste por la repercusión que tuvo El Padrino, opacando su novela de 1965.
La Mamma, pese a ser una novela referente para los escritores estadounidenses, no pudo conseguirle un buen sustento económico a Puzo, lo que si ocurrió con la venta de los derechos de El Padrino para la realización de la afamada película.
El personaje de Lucia Santa se basó en la historia de vida de la madre de Puzo.

## Sinopsis
La novela cuenta la historia de la familia Angeluzzi-Corbos, una familia de inmigrantes viviendo en la ciudad de Nueva York. Su cabeza visible es Lucia Santa. Su gran carácter hace que su familia resista la gran depresión y los últimos días de la Segunda Guerra Mundial. Sin embargo, no puede prevenir los conflictos entre italianos y norteamericanos.

## Adaptación
En 1988 se estrenó una miniserie basada en la novela, con la actriz Sophia Loren en el papel principal.